# Condé-sur-Noireau
Condé-sur-Noireau je naselje in občina v severozahodnem francoskem departmaju Calvados regije Spodnje Normandije. Leta 2010 je naselje imelo 5.422 prebivalcev.

## Geografija
Kraj se nahaja v pokrajini Bessin (Normandija) ob reki Noireau in njenem levem pritoku Druance, 26 km vzhodno od Vira.

## Uprava
Condé-sur-Noireau je sedež istoimenskega kantona, v katerega so poleg njegove vključene še občine La Chapelle-Engerbold, Lassy, Lénault, Périgny, Pontécoulant, Proussy, Saint-Germain-du-Crioult, Saint-Jean-le-Blanc, Saint-Pierre-la-Vieille in Saint-Vigor-des-Mézerets z 8.490 prebivalci.
Kanton Condé-sur-Noireau je sestavni del okrožja Vire.

## Zanimivosti
- cerkev sv. Martina iz 11. stoletja,
- kalvarija, v spomin na žrtve epidemije črne kuge v letih 1626-27;
- muzej Musée Charles Léandre.

## Osebnosti
- Jules Dumont d'Urville, francoski častnik in raziskovalec (1790-1842);

## Pobratena mesta
- Poggio Rusco (Lombardija, Italija),
- Ross-on-Wye/Rhosan ar Wy (Wales, Združeno kraljestvo).